# Römisches Haus
Het Römisches Haus is een huis en museum in het Duitse Weimar.
Het huis in het Park an der Ilm werd tussen 1791 en 1799 opgetrokken voor Karel August van Saksen-Weimar-Eisenach. Het buitenontwerp is van architect Johann August Arens. Johann Wolfgang von Goethe leidde in het begin de bouwwerken. Het binnenontwerp is van Christian Friedrich Schuricht. Sinds 1998 staat het met 11 andere sites van Klassiek Weimar op de Unesco-Werelderfgoedlijst.